# توم غريغوريو
توم غريغوريو (بالإنجليزية: Tom Gregorio)‏ هو لاعب كرة قاعدة أمريكي، ولد في 5 مايو 1977 في بروكلين في الولايات المتحدة.

## وصلات خارجية
- توم غريغوريو على موقع دوري كرة القاعدة الرئيسي (الإنجليزية)
- توم غريغوريو على موقعبيزبول رفرنس.كوم (الدوري الرئيسي) (الإنجليزية)
- توم غريغوريو على موقعبيزبول رفرنس.كوم (الدوري الثانوي) (الإنجليزية)
- توم غريغوريو على موقع إي إس بي إن.كوم (أم.أل.بي) (الإنجليزية)
- توم غريغوريو على موقع مشجعي الرسوم البيانية (الإنجليزية)